# Herbie Harper – Jazz in Hollywood Series
Herbie Harper – Jazz in Hollywood Series – album amerykańskiego puzonisty jazzowego Herbie Harpera, nagrany wraz z prowadzonymi przez niego zespołami: Quartetem i Quintetem. Nagrań Quintetu dokonano 16 września 1954 w studiu United Western Recorders w Los Angeles. Nagrania Quartetu zarejestrowano 27 września 1954 (w tym samym studiu). Monofoniczny 10" LP, który w niektórych źródłach nazywany jest Herbie Harper Quartet and Quintet – Jazz in Hollywood Series(od napisów na tylnej stronie okładki), ukazał się nakładem wytwórni Nocturne w 1954 (Nocturne NLP 7).
Nagrania z tego albumu powtórzone zostały później na płytach wytwórni Liberty (LJH 6003), Original Jazz Classics OJCCD 1887-2, 
Fresh Sound (Hiszpania) NR3CD-101.

## Muzycy
Quartet (nagrania 1, 3, 6, 7, 8)
- Herbie Harper – puzon
- Al Hendrickson – gitara
- Harry Babasin – kontrabas
- Roy Harte – perkusja

Quintet (nagrania 2, 4, 5)
- Herbie Harper – puzon
- Bud Shank – saksofon tenorowy, saksofon barytonowy
- Marty Paich – fortepian
- Harry Babasin – kontrabas
- Roy Harte – perkusja

## Lista utworów
Strona A
| 1. | "Patty" (komp. i arr. John Graas, Al Hendrickson)                     |  |
|    |                                                                       |  |
| 2. | "The New York City Ghost" (Victor Young, Peggy Lee; arr. Marty Paich) |  |
|    |                                                                       |  |
| 3. | "Julie Is Her Name" (Bobby Troup, arr. John Graas)                    |  |
|    |                                                                       |  |
| 4. | "Sanguine" (komp. i arr. Marty Paich)                                 |  |
|    |                                                                       |  |
Strona B
| 4. | "Now Playing" (Neal Hefti, arr. Marty Paich)      |  |
|    |                                                   |  |
| 5. | "6/4 Mambo" (komp. i arr. John Graas)             |  |
|    |                                                   |  |
| 6. | "Bananera" (Nelson Riddle, arr. John Graas)       |  |
|    |                                                   |  |
| 4. | "Indian Summer" (Victor Herbert; arr. John Graas) |  |
|    |                                                   |  |

## Informacje uzupełniające
- Producent – Harry Babasin
- Inżynier dźwięku – Stan Ross (sesja z 16 września)
- Inżynier dźwięku – John Neal (sesja z 27 września)
- Zdjęcia – Tom Heffernan